# Giro de Lombardía 1934
El Giro de Lombardía 1934 fue la 30.ª edición del Giro de Lombardía. Esta carrera ciclista organizada por La Gazzetta dello Sport se disputó el 21 de octubre de 1934 con salida y llegada a Milán después de un recorrido de 245 km.
El italiano Learco Guerra (Maino-Clement) conseguía imponerse en la línea de meta a sus compatriotas Mario Cipriani (Frejus) y Domenico Piemontesi (Maino-Clement).

## Clasificación general
| Posición | Ciclista            | Equipo        | Tiempo     |
| -------- | ------------------- | ------------- | ---------- |
| 1        | Learco Guerra       | Maino-Clement | 7h 34' 00" |
| 2        | Mario Cipriani      | Frejus        | m. t.      |
| 3        | Domenico Piemontesi | Maino-Clement | m. t.      |
| 4        | Pietro Rimoldi      | Bianchi       | m. t.      |
| 5        | René Vietto         | Individual    | m. t.      |
| 6        | Francesco Camusso   | Gloria        | m. t.      |
| 7        | Remo Scorticati     | Individual    | m. t.      |
| 8        | Severino Canavesi   | Legnano       | m. t.      |
| 9        | Giovanni Cazzulani  | Gloria        | m. t.      |
| 10       | Edoardo Molinar     | Individual    | m. t.      |